# ムヘル・アヴァネシャン
ムヘル・アヴァネシャン（Mher Avanesyan、1981年5月11日 - ）は、アルメニアの両腕を失っているアルペンスキー選手、セーリング選手。7歳の時に発電所で高圧電線に触り、両腕を失うことになった。
1998年長野パラリンピックと2002年ソルトレークシティパラリンピックにアルペンスキー選手として出場している。また2000年のシドニーオリンピックにはセーリング選手としてスタシク・ナザリャン、グラシュ・ダニーリャンと共に出場しており、数少ない夏冬両パラリンピックを経験した人物である。